# Amaryllididae
Amaryllididae es una familia de crustaceos anfípodos marinos. Sus 37 especies se distribuyen por casi todo el mundo.

## Clasificación
Se reconocen los siguientes géneros:
- Subfamilia Amaryllidinae Lowry & Stoddart, 2002
  - Amaryllis Haswell, 1879
  - Bamarooka Lowry & Stoddart, 2002
  - Erikus Lowry & Stoddart, 1987
  - Wonga Lowry & Stoddart, 2002
- Subfamilia Vijayiinae Lowry & Stoddart, 2002
  - Bathyamaryllis Pirlot, 1933
  - Devo Lowry & Stoddart, 2002
  - Pseudamaryllis Andres, 1981
  - Vijaya Walker, 1904
  - Paravijaya Ren, 1998